# Manuel María Aldunate Solar
Manuel María Aldunate Solar (Santiago, 18 de abril de 1860-Palmilla, cerca de Calera, 3 de septiembre de 1891), fue un abogado, militar y político chileno.

## Biografía
Nacido en Santiago el 18 de abril de 1860. Muere fusilado el 3 de septiembre de 1891.

## Estudio y carrera
Estudia en Instituto Nacional, Facultad de Derecho, Universidad de Chile. Juró como Abogado el 15 de mayo de 1882. Se dedica a actividades mineras y salitreras en Tarapacá. Director y Abogado de la Compañía Sudamericana de Vapores, Director y Gerente de la Compañía del Telégrafo Americano, Gerente de la Sociedad Minera Desengaño de Batuco. Fue director de la Sociedad Nacional de Minería. Intendente de Malleco el 18 de noviembre de 1890, donde a comienzos de 1891 le correspondió organizar una división para incorporarla al Ejército Constitucional. 
En 1891 fue Comandante en Jefe de la 6° División del Ejército del Sur. Fue nombrado Ministro de Relaciones Exteriores, Culto y Colonización el 20 de mayo de 1891, y ministro de gobierno en campaña en la Provincia de Coquimbo para oponerse al ejército revolucionario, regresó a la zona central para reforzar las tropas, recibiendo en Catapilco la noticia del fin del gobierno de Balmaceda. Al triunfar las fuerzas del Congreso en la Batalla de Placilla, se rindió en Catapilco y fue fusilado sin juicio previo.